# Karnauhivka
Karnauhivka (în ucraineană Карнаухівка) este o așezare de tip urban din orașul regional Kamianske, regiunea Dnipropetrovsk, Ucraina. În afara localității principale, nu cuprinde și alte sate.

## Demografie
Componența lingvistică a așezării de tip urban Karnauhivka
     Ucraineană (89,26%)
     Rusă (9,58%)
     Alte limbi (0,76%)
Conform recensământului din 2001, majoritatea populației așezării de tip urban Karnauhivka era vorbitoare de ucraineană (89,26%), existând în minoritate și vorbitori de rusă (9,58%).